# 横尾駅
横尾駅（よこおえき）は、広島県福山市横尾町一丁目にある、西日本旅客鉄道（JR西日本）福塩線の駅である。

## 歴史
1914年（大正3年）に両備軽便鉄道の駅として開設。当時の路線は時から南へ直進し国道313号線に合流して福山市街に入り吉津駅に至っていた（この時の橋脚跡が当駅から約300m南に残されている）。この路線は福塩線狭軌化に対応出来ないことから1935年（昭和10年）に廃止され当駅から西に曲がり福山駅へと至る現ルートに変更された。つまり、当駅は開設当時からの路線（下り側）と改軌時に敷設された新たな路線（上り側）との接点なのである。なお、駅東口前にある空地が軽便鉄道時代の駅跡である。

### 年表
- 1914年（大正3年）7月21日：両備軽便鉄道開通時に開設[2]。
- 1926年（大正15年）6月26日：両備軽便鉄道が両備鉄道に改称、同社の駅となる。
- 1933年（昭和8年）
  - 9月1日：両備鉄道国有化、鉄道省福塩線の駅となる[2]。
  - 11月15日：福塩北線開通に伴い、それまでの福塩線が福塩南線に改称、当駅もその所属となる。
- 1935年（昭和10年）12月14日：当駅から南側（福山寄り）の軌道が西回りに変更。
- 1938年（昭和13年）7月28日：福山駅 - 当駅 - 塩町駅間全通。福塩南線が福塩線の一部となり、当駅もその所属となる。
- 1959年（昭和34年）2月20日：貨物取扱廃止[2]。
- 1970年（昭和45年）12月10日：荷物扱い廃止[3]、簡易委託駅化[4]。
- 1987年（昭和62年）4月1日：国鉄分割民営化に伴い、JR西日本の駅となる[2]。
- 2007年（平成19年）
  - 7月：ICOCA対応簡易型自動改札機導入。これに伴い、駅舎増築[1]。
  - 9月1日：ICカード「ICOCA」が利用可能となる。
- 2018年（平成30年）
  - 3月17日：ダイヤ改正に伴い、ホーム側の全ドアから乗降出来るようになる。
  - 7月6日：平成30年7月豪雨による福山駅 - 府中駅間運休に伴い、休止。
  - 7月21日：福山駅 - 神辺駅間運行再開に伴い、営業再開。

## 駅構造
変則型単式ホーム2面2線を有する列車交換可能な地上駅。以前の駅舎は無人駅化後、1980年代末期頃まで横尾町公民館として利用されていたが、公民館を駅近くの現在のものに改築した際に解体された。
CTC化に際し、備後本庄駅から交換設備を移設（無人駅化に伴い廃止されていたのを復活）した際、現在の下りホームの入口側に線を増設し、島式ホーム1面2線として使用されていたが、余りにもホーム幅が狭かったため、その後駅入口側に上りホームが新設され、現在の形となった。両ホームは神辺寄りにある無蓋跨線橋で連絡している。
福山駅管理の無人駅。自動券売機が設置されている。また2007年（平成19年）7月にICOCA対応簡易型自動改札機を導入し、券売機もICOCAチャージ対応機種に置換えられた際、自動券売機が収納してある小屋の横に簡易的な駅舎が建てられていて、そこへ自動改札機が設置してある。
ICOCA利用可能駅（相互利用対象ICカードは当該項参照）。

### のりば
| のりば | 路線   | 方向 | 行先           |
| ------ | ------ | ---- | -------------- |
| 1      | 福塩線 | 上り | 福山方面       |
| 2      | 福塩線 | 下り | 神辺・府中方面 |

- 路線記号制定以降に、列車運転指令上の番線番号がそのままのりば番号として案内されるようになった。

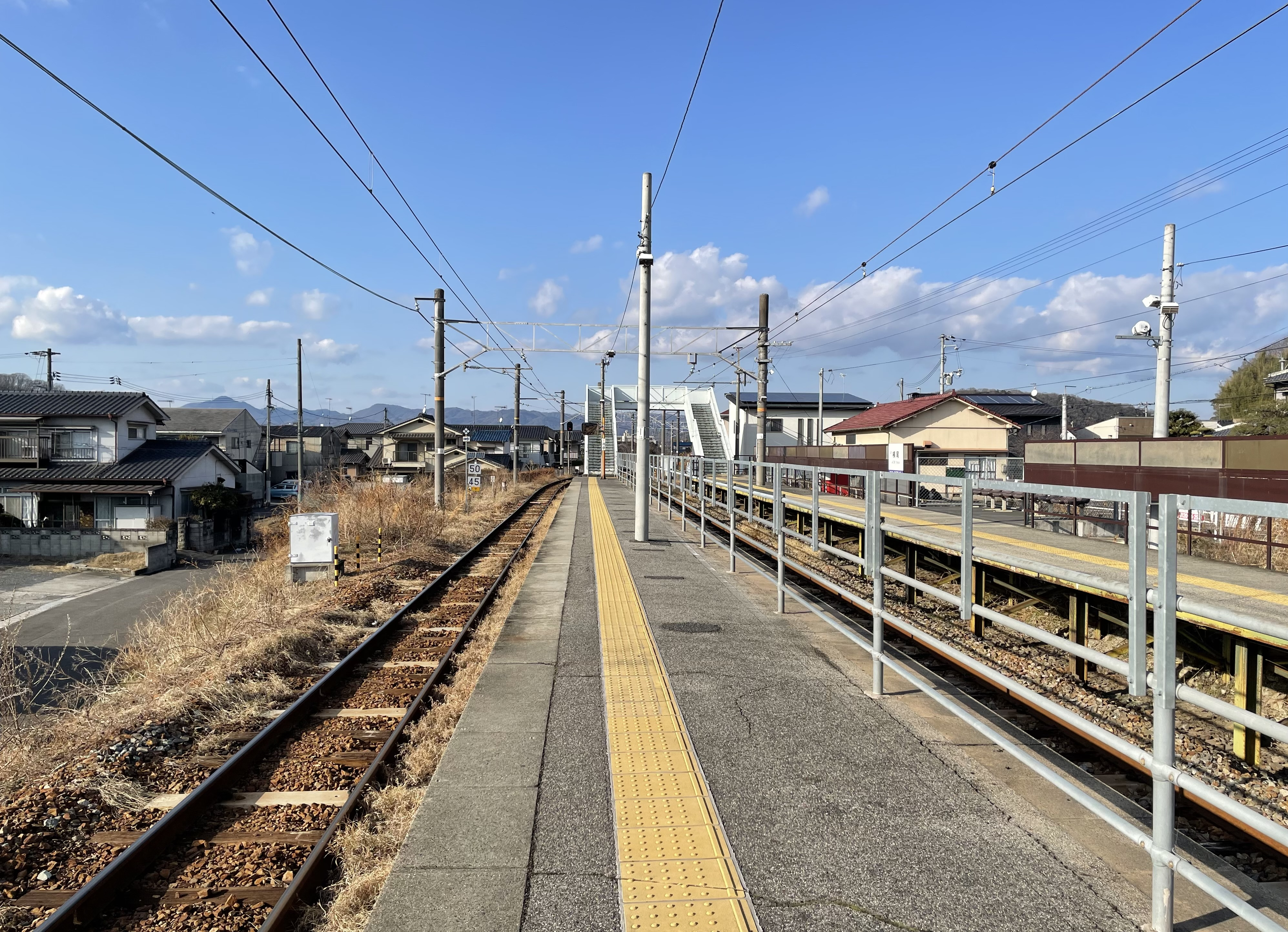
ホーム（2025年2月）
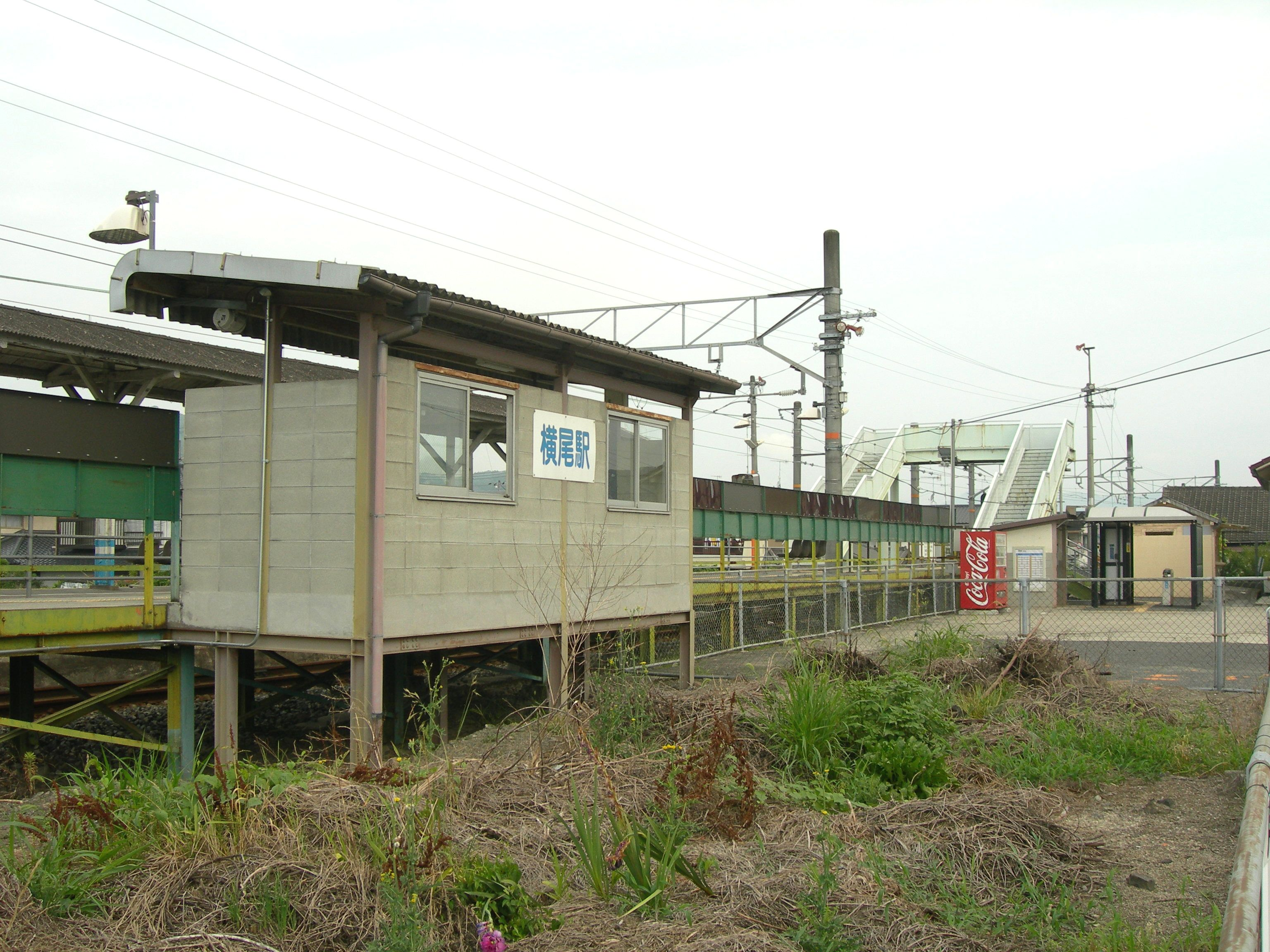
待合室（左、現存しない）と駅舎（右奥）

## 利用状況
「統計ふくやま」によると、近年の1日平均乗車人員の推移は以下の通り。
| 年度                | 1日平均 乗車人員 |
| ------------------- | ---------------- |
| 1989年（平成 元年） | 625              |
| 1990年（平成02年）  | 723              |
| 1991年（平成03年）  | 754              |
| 1992年（平成04年）  | 756              |
| 1993年（平成05年）  | 789              |
| 1994年（平成06年）  | 874              |
| 1995年（平成07年）  | 896              |
| 1996年（平成08年）  | 948              |
| 1997年（平成09年）  | 981              |
| 1998年（平成10年）  | 1,055            |
| 1999年（平成11年）  | 1,036            |
| 2000年（平成12年）  | 995              |
| 2001年（平成13年）  | 948              |
| 2002年（平成14年）  | 890              |
| 2003年（平成15年）  | 948              |
| 2004年（平成16年）  | 970              |
| 2005年（平成17年）  | 992              |
| 2006年（平成18年）  | 945              |
| 2007年（平成19年）  | 913              |
| 2008年（平成20年）  | 915              |
| 2009年（平成21年）  | 827              |
| 2010年（平成22年）  | 811              |
| 2011年（平成23年）  | 798              |
| 2012年（平成24年）  | 871              |
| 2013年（平成25年）  | 948              |
| 2014年（平成26年）  | 882              |
| 2015年（平成27年）  | 915              |
| 2016年（平成28年）  | 940              |
| 2017年（平成29年）  | 940              |
| 2018年（平成30年）  | 888              |
| 2019年（令和 元年） | 901              |
| 2020年（令和02年）  | 747              |
| 2021年（令和03年）  | 769              |

当駅は長らく福塩線の無人駅で最も利用者が多い駅であったが、現在は神辺駅（2020年3月無人駅化）に次いで2番目に多い駅である。

## 駅周辺
- 福山千田郵便局
- 福山東警察署横尾交番
- 盈進中学高等学校
- 山陽自動車道 - 千田バスストップ
- 国道313号
- 福山市立千田小学校
- 福山市立幸千中学校
- 千塚池

### バス路線
国道313号沿いに「横尾駅前」停留所があり、中国バス（福山駅 / 中国中央病院・如水館方面）と井笠バスカンパニー（福山駅前 / 井原駅・井原バスセンター方面）の路線が経由する。

## その他
- 妹尾河童の小説「少年H」では、主人公・妹尾肇の母親の実家の最寄駅として登場している。

## 隣の駅
西日本旅客鉄道（JR西日本）
 福塩線
備後本庄駅 - 横尾駅 - 神辺駅

### かつて存在した路線
鉄道省（国有鉄道）
福塩南線（旧線）
吉津駅 - 横尾駅 （- 神辺駅）